# Ilovaïsk
Ilovaïsk (en ukrainien : Іловайськ ; en russe : Иловайск) est une ville de l'oblast de Donetsk, en Ukraine. Sa population s'élevait à 15 949 habitants en 2013. Elle fait partie de la république populaire de Donetsk depuis 2014.

## Géographie
Ilovaïsk est située à 11 km au nord-est de Mospyne, à 12 km au sud-ouest de Zouhres, à 13 km au sud de Khartsyzk, à 29 km à l'est de Donetsk et à 623 km au sud-est de Kiev. La ville est à la source de petits affluents de la rivière Krynka, qui s'écoule à l'est de la ville, et rejoint le fleuve côtier Mious.

## Administration
Ilovaïsk fait partie de la municipalité de Khartsyzk (en ukrainien : Харцизька міськрада, Khartsyz'ka mis'krada) avec les villes de Khartsyzk et Zouhres et 8 communes urbaines. Les villages de Tretiak et Vinogradnoe dépendent administrativement d'Ilovaïsk.

## Histoire

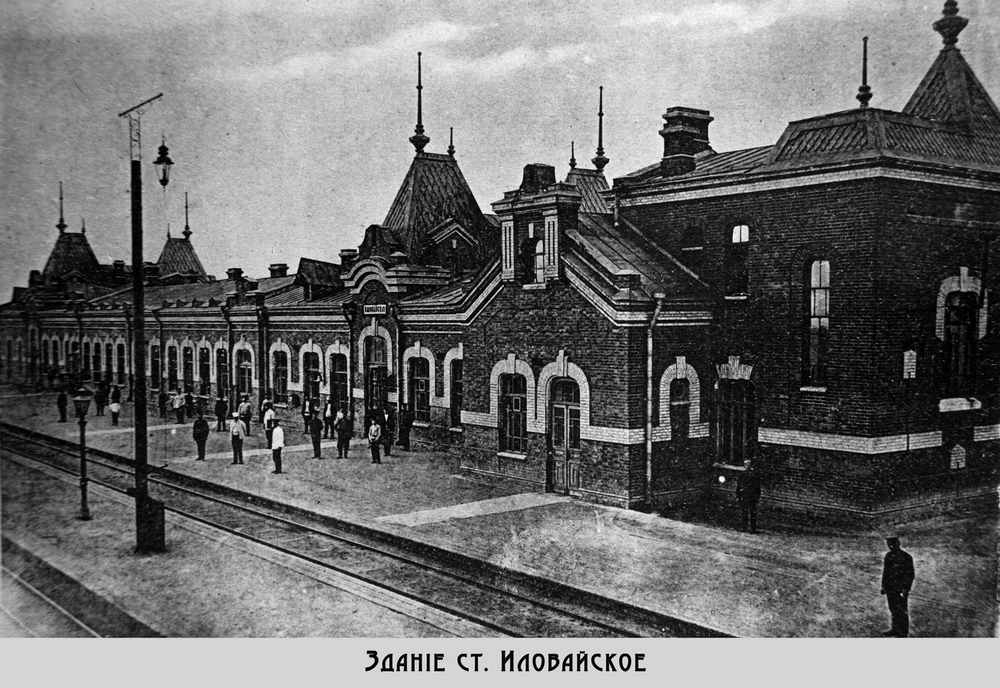
Vue de la gare en 1909.

Ilovaïsk est fondée en 1869, sur la ligne de chemin de fer Kharkov – Taganrog. Elle tire son nom d'une propriété de la famille Ilovaïski. Elle connaît un développement rapide, en devenant un carrefour ferroviaire, après l'ouverture d'autres lignes de chemin de fer, comme celle reliant le chemin de fer Koursk-Kharkov-mer d'Azov au chemin de fer Catherine, puis, dans les années 1902 – 1904, la ligne Dolguintsevo (Krivoï-Rog) – Volnovakha – Ilovaïsk – Debaltsevo (chemin de fer de Catherine II).
Ilovaïsk a le statut de ville depuis 1938.
La ville fait partie de la république populaire de Donetsk depuis 2014.

## Population
Recensements (*) ou estimations de la population :
| 1903 | 1923* | 1926* | 1939*  | 1959*  | 1970*  |
| ---- | ----- | ----- | ------ | ------ | ------ |
| 900  | 3 065 | 6 145 | 15 222 | 21 947 | 19 676 |

| 1979*  | 1989*  | 2001*  | 2011   | 2012   | 2013   |
| ------ | ------ | ------ | ------ | ------ | ------ |
| 20 435 | 21 076 | 17 620 | 16 143 | 16 091 | 15 949 |

## Économie
La population d'Ilovaïsk est principalement employée dans les entreprises de services de transport ferroviaire. Environ 40 pour cent de la population active travaille pour le département des chemins de fer de Donetsk. Il y a également une industrie de production de parpaings en béton.

## Transports
Ilovaïsk est un important nœud ferroviaire, situé à 54 km de Donetsk et à 841 km de Kiev par le chemin de fer.
La ville est traversée par la route T0507 et se trouve à 54 km de Donetsk et à 734 km de Kiev par la route.

## Personnalités
- Boris Semionovitch Panov (1928-2011), géologue
- Stanislav Ivanovitch Gourenko (1936-2013), homme politique
- Andreï Volodimirovitch Sivolob (1960–), généticien